# Aphthona nigriscutis
Aphthona nigriscutis är en skalbaggsart som beskrevs av Foudras in Mulsant 1860. Aphthona nigriscutis ingår i släktet Aphthona och familjen bladbaggar. Inga underarter finns listade i Catalogue of Life.